# Mary Fickett
Mary Fickett (* 23. Mai 1928 in Bronxville, US-Bundesstaat New York, nach anderen Quellen: Buffalo; † 8. September 2011 in Callao, Virginia) war eine US-amerikanische Schauspielerin.

## Leben
Fickett wuchs in Bronxville im US-Bundesstaat New York auf. Fickett kam bereits früh mit dem Showbusiness in Berührung. Ihr Vater Homer Fickett arbeitete beim Rundfunk als Produzent und Regisseur von Radiosendungen; er führte unter anderem Regie bei der Radiosendung Theater Guild on the Air.
Fickett besuchte das Wheaton College in Norton, Massachusetts. Ihr semi-professionelles Theaterdebüt gab sie 1946 in einer Theateraufführung beim Sommertheater-Festival in Cape Cod. Sie absolvierte anschließend eine Schauspielausbildung am Neighborhood Playhouse in New York City, wo sie unter anderem bei Sanford Meisner Unterricht hatte. Am Actors Studio studierte sie außerdem bei Elia Kazan.
Fickett war zunächst als Theaterschauspielerin tätig. Ihr Broadway-Debüt gab sie 1949 als Katie in der Gesellschaftskomödie  I Know My Love  von Samuel Nathaniel Behrman. 1951 trat sie bei einer Theateraufführung in Falmouth, Massachusetts, in dem Theaterstück The Petrified Forest von Robert E. Sherwood, wofür sie sehr gute Kritiken erhielt. Mitte der 1950er Jahre übernahm sie am Broadway von Deborah Kerr die Rolle der Laura Reynolds in dem Theaterstück Tea and Sympathy von Robert Anderson. Sie verkörperte die Frau eines Schuldirektors an einer Internatsschule für Jungen in New England, die eine Liebesbeziehung mit einem Schüler beginnt; ihr Partner war Anthony Perkins. Für ihre Darstellung erhielt Fickett 1955 den Theatre World Award. 1958 trat sie am Broadway, an der Seite von Ralph Bellamy, in dem Theaterstück Sunrise at Campobello von Dore Schary auf. Für ihre Rolle als Eleanor Roosevelt erhielt Fickett eine Nominierung für den Tony Award in der Kategorie „Beste Nebendarstellerin in einem Theaterstück“ („Best Featured Actress in a Play“).
Seit den 1950er Jahren war Fickett in zahlreichen Fernsehproduktionen zu sehen, so in den Fernsehreihen Armstrong Circle Theater und Kraft Theater, sowie in den Fernsehserien Chicago 1930 (Originaltitel: The Untouchables), Have Gun — Will Travel (1961) und Gnadenlose Stadt (1961). Weitere Fernsehauftritte hatte sie bis Ende der 1960er Jahre unter anderem in den Fernsehserien The Nurses (1963; 1965), Preston & Preston (1961–1965), N.Y.P.D. (1968), Bonanza (1969), Daniel Boone (1969) und FBI (1970). Sie hatte auch eine Rolle in der Fernsehserie The Edge of Night (1967–1968).
In dem Kinofilm Die große Schuld (1957) spielte sie an der Seite von Bing Crosby; sie übernahm in diesem Film die Rolle von Crosbys Ex-Frau.
Ihren größten Erfolg im Fernsehen erreichte Fickett mit der Rolle der Ruth Parker Brent in der US-amerikanischen Fernsehserie All My Children. Fickett spielte die Rolle einer Krankenschwester an einem Ortskrankenhaus. Verheiratet mit einem alkoholabhängigen Autoverkäufer, verliebt sie sich in den verwitweten Dr. Joe Martin, den sie in der Serie nach dem Unfalltod ihres ersten Ehemannes auch heiratet. Als ihr Adoptivsohn Phil Brent zum Kriegsdienst in Vietnam einberufen wird, drückt sie deutlich ihr Unbehagen gegen den Vietnam-Krieg aus und fürchtet um die Sicherheit ihres Sohnes. 1973 erhielt Fickett für diese Rolle einen Emmy Award. Damit wurde insbesondere auch Ficketts berührender Monolog ausgezeichnet, in dem ihre Rollenfigur Ruth ihre Zweifel am Sinn des Vietnam-Krieges und ihre Sorge um ihren Sohn ausdrückt, eine im damals konservativ geprägten US-amerikanischen Fernsehen gewagte Drehbuchidee. Fickett gehörte zum Originalcast der Serie; sie spielte die Rolle durchgängig von 1970 bis 1996. 1996 verließ sie aus privaten Gründen die Serie. Von 1998 bis 2000 kehrte sie für gelegentliche Auftritte erneut in die Serie zurück. Im Dezember 2000 schied Fickett freiwillig aus der Serie aus. Ein Angebot zur Rückkehr lehnte sie im Jahr 2002 ab.

## Privates
Fickett war dreimal verheiratet. Ihre ersten beiden Ehen mit dem Schauspieler James Congdon und dem Geschäftsmann Jay Leonard Scheer endeten in Scheidung. 1979 heiratete sie in dritter Ehe den Fernsehregisseur Allen Fristoe, mit dem sie bis zu dessen Tod verheiratet blieb; Fristoe starb 2008. 2007 zog Fickett zu ihrer Tochter nach Colonial Beach, Virginia. Fickett war zu dieser Zeit bereits bettlägerig und litt an Gedächtnisstörungen. Fickett starb im Alter von 83 Jahren in ihrem Haus in Callao, Virginia. Als Gründe wurden Folgen ihrer Alzheimer-Krankheit angegeben.

## Filmografie (Auswahl)
- 1953–1957: Kraft Television Theatre (6 Episoden)
- 1956: General Electric Theatre (1 Episode)
- 1957: Studio One (Fernsehserie, 1 Episode)
- 1957: Die große Schuld (Man on Fire)
- 1960: Sunday Showcase (Fernsehserie, 1 Episode)
- 1961: Gnadenlose Stadt (Naked City) (Fernsehserie, 1 Episode)
- 1961: Have Gun – Will Travel (Fernsehserie, 1 Episode)
- 1961–1965: Preston & Preston (The Defenders) (Fernsehserie, 3 Episoden)
- 1963: The Nurses (Fernsehserie)
- 1965: The Nurses (Fernsehserie, Fortsetzung)
- 1968: N.Y.P.D. (Fernsehserie, 1 Episode)
- 1969: Bonanza (Fernsehserie, 1 Episode)
- 1969: Daniel Boone (Fernsehserie, 1 Episode)
- 1970: FBI (Fernsehserie, 1 Episode)
- 1970–2000: All My Children (Fernsehserie)
- 1973: Pueblo (Fernsehfilm)